# Anàfora de Pilat
L'Anàfora de Pilat, també coneguda com la Carta de Pilat a Cèsar, és un apòcrif del Nou Testament conservat en dues recensions en llengua grega, A i B, que presenten algunes diferències entre elles. La seva forma actual mostra una redacció no anterior al segle vii, però, com passa en altres obres d'aquestes característiques, es tracta d'una reelaboració de documents més antics. No s'ha de confondre amb un altre text apòcrif, la Carta de Pilat a Tiberi, on es parla de la condemna a Jesús. Aquest text formaria part d'un "Cicle de Pilat", on s'inclourien també les Actes de Pilat i la Paradosis.
A l'Anàfora, Pilat descriu detalladament a Cèsar (que en aquest cas seria Tiberi), els miracles que havia fet Jesús, Diu que va ser portat injustament davant d'ell pel seu mateix poble i va ser condemnat a petició dels caps dels hebreus. Descriu la mort i la resurrecció de Crist associada a fets extraordinaris. Jesús hauria estat un taumaturg benefactor del poble i els seus miracles sempre haurien beneficiat la gent.